# Air Limousin
L'aller-retour dans la journée
Air Limousin (code AITA : QD ; code OACI : LMT) était une compagnie aérienne régionale française créée en 1967 et basée sur aéroport de Limoges, qui a fusionné avec la compagnie aérienne Air Alpes en 1975 puis qui renaissait en 1978 sous le nom d'Air Limousin Transports Aériens (ALTA).

## Histoire

### Air Limousin (1967-1975)
La compagnie Air Limousin fut créée en 1967 sur l'ancien aérodrome de Limoges-Feytiat par quelques industriels Limougeauds dont Mr Ellie Barra avec comme objectif premier, d'assurer la desserte vers Lyon. Le premier avion de la compagnie était un Cessna 310, piloté par Mr Georges Delon, premier pilote de la compagnie.
À la création, la compagnie assurait ses premiers services d'avion taxi et inaugurait en 1969 la liaison La Rochelle-Limoges-Clermont-Ferrand-Lyon en Beechcraft 70 Queen Air, immatriculé F-BRNI.
C'est en juin 1970, qu'Air Limousin décollait vers Lyon au départ du nouvel aéroport de Limoges-Bellegarde en "Queen Air" et simultanément la liaison Poitiers-Lyon sous pavillon TAT.
Elle intégrait également l'Association des transporteurs aériens régionaux (A.T.A.R.) composée de treize compagnies dites de troisième niveau (Air Alpes, Air Centre, Air Champagne Ardenne, Air Limousin, Air Paris, Air Périgord, Air Vosges, Avia France (connu également sous "Taxi Avia France"), Europe Aero Service, Rousseau Aviation, TAT, Corsair et Uni-Air), créée par Michel Ziegler,,.
En 1973, Air Limousin avait transporté 17 623 passagers réguliers et reprenait 74 % du capital de la compagnie Pyrénair, présidée par Michel Ziegler, le directeur d'Air Alpes. Cette même année, un accord de partenariat était signé avec Air Alpes.
En 1975, outre les lignes régulières, Air Limousin proposait le transport avion-taxi de 03 à 07 places pour les déplacements ou évacuations sanitaires, des charters de 15 et 19 places, de la publicité aérienne par banderoles et de la photographie aérienne.
Le 30 décembre 1975, elle fusionnait avec la compagnie Air Alpes et le nouveau dirigeant devenait Michel Ziegler,,,.

### Air Limousin Transports Aériens - ALTA (1978-1989)
En 1978, elle renaissait pour devenir Air Limousin Transports Aériens sous le sigle ALTA,.
En 1984, Air Limousin ALTA, toujours basée à Limoges, exploitait des Nord 262 de 27 places. Elle exploitait alors les lignes Limoges-Agen et Limoges-Brive assurant une correspondance directe avec les vols Air Inter Limoges-Paris  Elle desservait également Paris au départ d’Aurillac.
En 1986, la compagnie avait transporté 67 049 passagers sur ses lignes régulières qui représentaient 94 % de l’activité passagers.
En 1988,  15 lignes régulières étaient proposées dont 10 sous pavillons Air Limousin (dont 2 saisonnières), 3 lignes sous pavillon T.A.T et 2 lignes sous pavillon Air France.
En redressement judiciaire, Air Limousin était placée en cassation de paiement puis déposait le bilan le 30 décembre 1988. La compagnie devait être reprise au début de l'année 1989 par la compagnie aérienne TAT mais le Tribunal de Commerce de Limoges préférait la proposition de la compagnie DIRAC Aviation (Direction internationale de recherche, d'audit et de conseil) basée à Marseille qui assurait déjà des liaisons de Lourdes vers Nice et Toulouse, des activités charter vers Lourdes au moment du pèlerinage et des liaisons en hélicoptère entre l'île d'Yeu et le continent. DIRAC devait reprendre la flotte, les ateliers et les 135 employés,. La reprise par la DIRAC échouait également.
En fin d'année 1988, le groupe TAT prenait le contrôle de la compagnie. La compagnie ALTA compte alors 4 aéronefs (3 Nord 262 et 1 Saab SF 340).
Le 21 avril 1989, Air Limousin était liquidée, la compagnie TAT reprenait 100 des salariés et 4 avions d'Air Limousin (TAT avait renoncé à redresser Air Limousin en raison du passif) et reprenait à son compte les lignes de Limoges vers Brive, Lyon et Paris.

## Code I.A.T.A.
Air Limousin avait obtenu différents codes de l'Association internationale du transport aérien.
- 1970 : AL
- 1973 : FB
- 1975 : QU
- 1982 : DQ
- 1986 : QD

## Le réseau
En 1969, Air Limousin proposait la liaison  La Rochelle - Limoges - Clermont-Ferrand - Lyon. 
En 1970, Air Limousin proposait la ligne Limoges - Lyon - Poitiers.
A l'été 1975, Air Limousin proposait les lignes Limoges - Lyon, Nancy - Dijon - Limoges - Bordeaux et Aurillac - Limoges.
En 1982, Air Limousin TA proposait les lignes Limoges-Nantes, Clermont-Limoges-Lyon, Limoges - Brive
Le 30 mars 1986, la compagnie ALTA offrait les liaisons régulières suivantes :
- Paris - Aurillac,
- Chateauroux - Limoges - Marseille, Limoges - Nantes, Limoges - Agen, Limoges - Brive, Limoges - Lyon.

Elle proposait également les liaisons saisonnières suivantes :
- Deauville - Jersey, Deauville - Nice et Limoges - Nice.

Avant sa disparition au début de l'année 1989, Air Limousin exploitait les liaisons régulières suivantes :
- Limoges - Toulouse, Limoges - Nantes, Limoges - Angers, Limoges - Brive, Limoges - Lyon et Limoges - Marseille.

## Flotte
Au milieu des années 1970, ALTA utilisait notamment le Beechcraft 99 F-BRUN ou F-BTSE.
Au début des années 1980, ALTA utilisait des Nord 262 (dont les F-BVFH, F-BVFG, F-BVFI et F-BVFS), Beechcraft 200 Super King air (F-GHAL) et Beechcraft 99 (F-BIEM et F-BRUN) et Cessna 402B (F-BVRR). 
En 1986, la flotte était composée de Nord 262, Twin Otter (dont le F-BYAG) et Beechraft King Air 100 (F-GEFV).
En 1989, la flotte était composée de 3 Nord 262 (F-BVFH, F-BVFJ et F-BVFI) et 1 Saab SF 340 (F-GGBJ).
ALTA avait également eu des Swearingen SA226-TC Metro II immatriculés F-GFJV, F-GFJU, F-GFJX et F-GFVS.

## Logothèque

Logo d'Air Limousin en 1970
Logo d'Air Limousin en 1975 sous Air Alpes
Dernier logo d'Air Limousin en 1986